# Ernő Grünbaum
Ernő Grünbaum (n. 29 martie 1908, Oradea – d. 3 aprilie 1945, lagărul de concentrare Mauthausen) a fost un pictor, litograf și grafician româno-maghiar de origine evreiască. Este considerat ca un protagonist al expresionismului român și maghiar, respectiv al cubismului în România.

## Biografie
Fiind născut într-o familie cu lipsă de mijloace financiare, nu a avut posibilitatea să studieze la o universitate. De aceea, după ce a muncit ca tăbăcar și tâmplar a intrat ca ucenic gravor la tipografia Sonnenfeld.. Dorind să lucreze ca pictor, Ernő Grünbaum a fost angajat la marea tipografie orădeană Adolf Sonnenfeld, unde l-a avut coleg de muncă pe Alex Leon, un prieten al lui Marc Chagall. Aici i s-a deschis posibilitatea de a intra în legătură cu noul curent al avangardei europene.
Prima sa expoziție personală a fost ținută la Clubul ziariștilor din Oradea, iar după aceea a participat în continuare la expoziții. Un an mai târziu, lucrările lui Ernő Grünbaum se puteau deja admira la Expoziția tinerilor artiști, organizată în Palatul Veiszlovits. În anii următori, lucrări ale lui Grünbaum au fost adesea prezente în expoziții, el fiind tot mai mult lăudat și apreciat de criticii săi.
În 1944 a fost închis în ghetoul din Oradea, de unde a fost deportat în lagărul de concentrare Auschwitz. De aici a fost mutat în mai multe lagăre și a decedat la Mauthausen.
Astăzi se cunosc puține lucrări de ale lui, multe fiind distruse în cel de-al Doilea Război Mondial.

## Lucrări

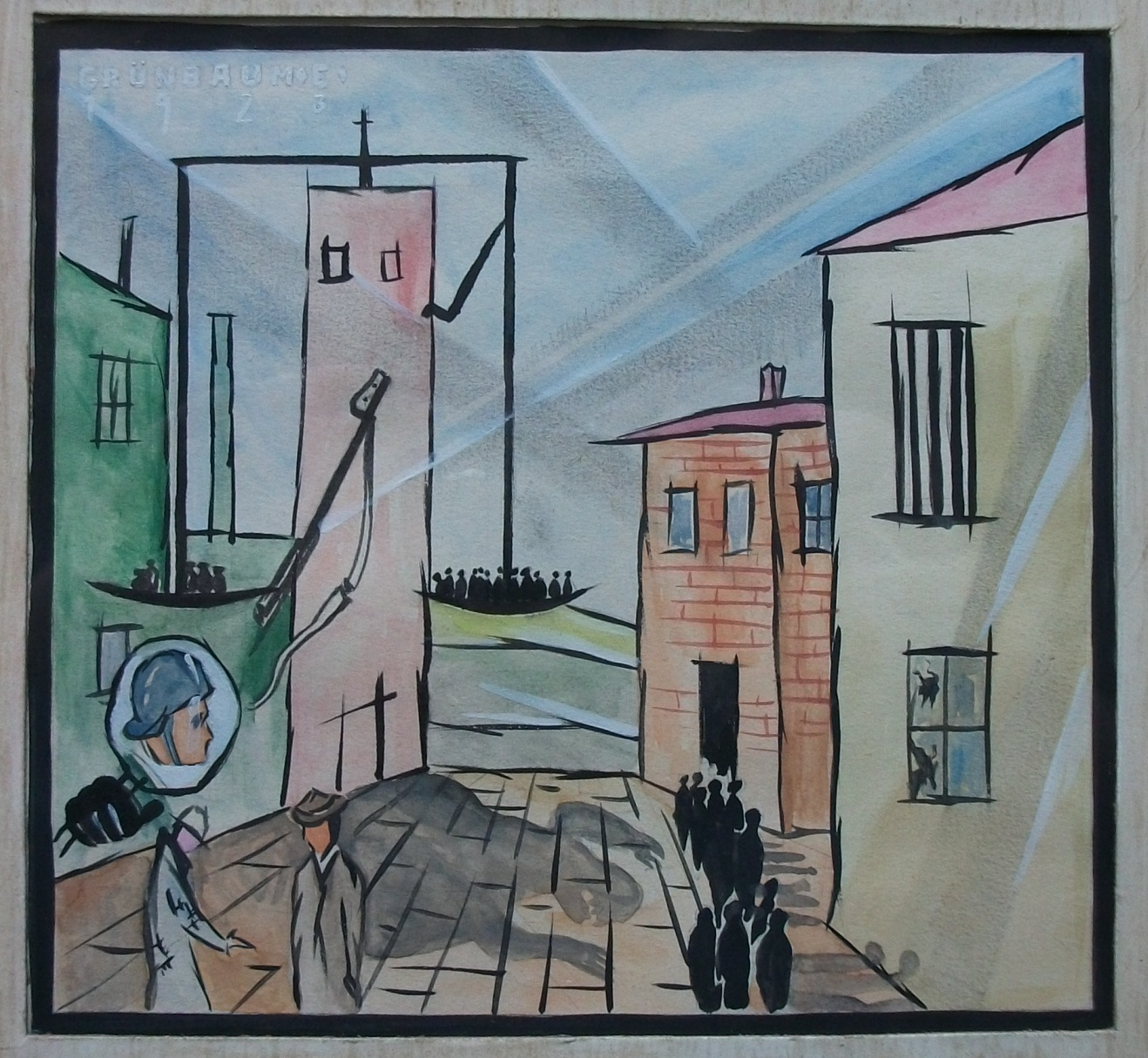
Ororile războiului
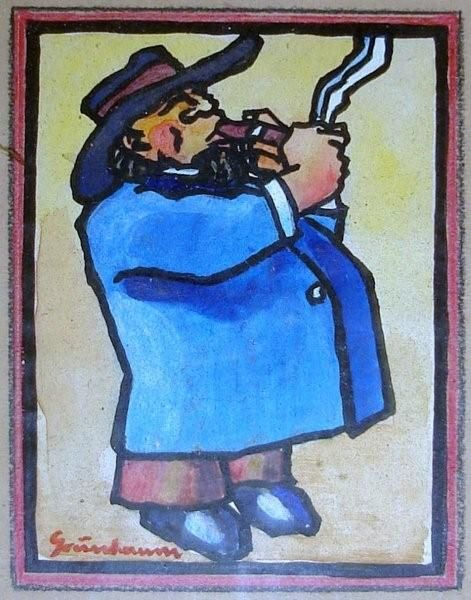
Bărbat fumând trabuc 1
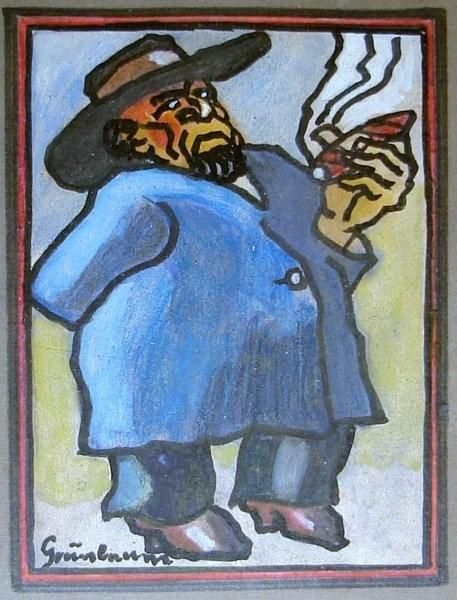
Bărbat fumând trabuc 2

## Muzee
- Museum of Applied Arts, Budapest
- Gutenberg-Museum, Mainz
- Muzeul Țării Crișurilor, Oradea